# Lactobacillus mindensis
Lactobacillus mindensis is een bacteriesoort behorende tot het geslacht Lactobacillus en valt onder de melkzuurbacteriën. De soort is geïsoleerd uit zuurdesembrood.
Het is een gram-positieve facultatief anaërobe staafvormige bacterie.